# Punto di Erb (cardiologia)

Focolai di auscultazione del cuore. Il punto di Erb è segnalato in celeste.

Parete anteriore del torace: polmoni (viola), pleura (azzurra) e cuore (linea rossa). Sono segnalati i punti di auscultazione delle valvole cardiache: Aortico, Polmonare, Mitrale, Tricuspidale.

Il punto o focolaio di Erb, in cardiologia, è il punto in cui è possibile effettuare l'auscultazione della componente aortica del secondo tono cardiaco e di soffi cardiaci causati da alterazioni della valvola aortica.

## Eponimo
Prende il nome dal neurologo Wilhelm Heinrich Erb, che nei primi anni dalla sua laurea, si occupò di medicina interna nell'Ospedale di Heidelberg. In realtà il punto di Erb cardiologico è anche noto come punto di Erb II.

## Localizzazione
Questo focolaio di auscultazione cardiaca è posto a livello del terzo spazio intercostale sinistro sulla linea marginosternale, immediatamente al di sotto del focolaio dell'arteria polmonare. Alcune fonti lo localizzano a livello del quarto spazio intercostale.